# Haplodrassus rufus
Haplodrassus rufus är en spindelart som först beskrevs av Savelyeva 1972.  Haplodrassus rufus ingår i släktet Haplodrassus och familjen plattbuksspindlar.
Artens utbredningsområde är Kazakstan. Inga underarter finns listade i Catalogue of Life.